# Frövi station
Frövi station är en järnvägsstation i Frövi. Stationen ligger i de centrala delarna av orten intill korsningen av Södra bangatan, Änggatan och Järnvägsgatan.

## Historik

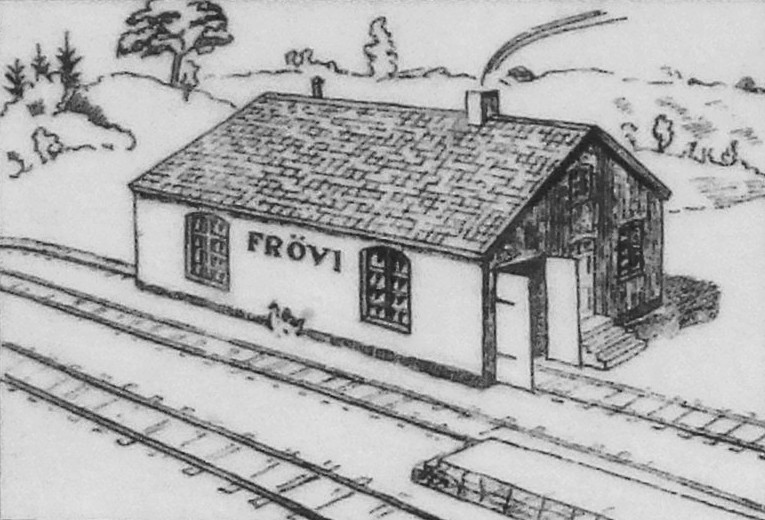
Frövi stationshus 1858.

- 26 augusti 1857: Frövi station öppnas i samband med öppnandet av Köping–Hults Järnväg mellan Ervalla och Arboga.
- 16 november 1871: Sträckan Frövi–Linde (nuvarande Lindesberg) öppnar på Frövi–Ludvika Järnväg.
- 12 december 1900: Sträckan Frövi–Västanfors (nuvarande Fagersta centralstation) öppnar på Statsbanan Krylbo–Örebro.

Nuvarande stationshuset uppfördes 1871, enligt arkitekten Karl Lundmarks ritningar, för Frövi-Ludvika Järnväg, som kom igång den 10 januari 1857. Innan dess fanns ett litet stationshus som stod färdig 1858, det var en låg envånings tegelbyggnad med lokstall. Kring sekelskiftet 1900 uppfördes "Hotell Frövi", ett tidstypiskt järnvägshotell som står mittemot järnvägsstationen.
Stationen övertogs 1 januari 1900 av Statens Järnvägar. I december samma år öppnades Statsbanan Krylbo–Örebro och Frövi blev en viktig järnvägsknut. 1922 var 32 personer anställda vid stationen och 1953 var det 74 personer som hanterade järnvägstrafiken i Frövi. År 1947 elektrifierades sträckan mellan Örebro och Stockholm och i mitten på 1950-talet lades dubbelspår mellan Frövi och Örebro. 
Den 5 juni 1998 lämnade den siste järnvägstjänstemannen Frövi och en järnvägsepok gick i graven.
Jernhusen sålde stationsbyggnaden år 2008. Då stod i objektbeskrivningen för försäljningen följande: ”Fastigheten består av ett äldre stationshus i två våningar med ett litet vidhängande godsmagasin och liten lastkaj. Bottenvåningen innehåller en butik med lagerutrymme, väntsal, toalett och diverse lager och övriga utrymmen. Våningen en trappa upp innehåller två kontorsutrymmen på 165 kvm”.

## Bilder

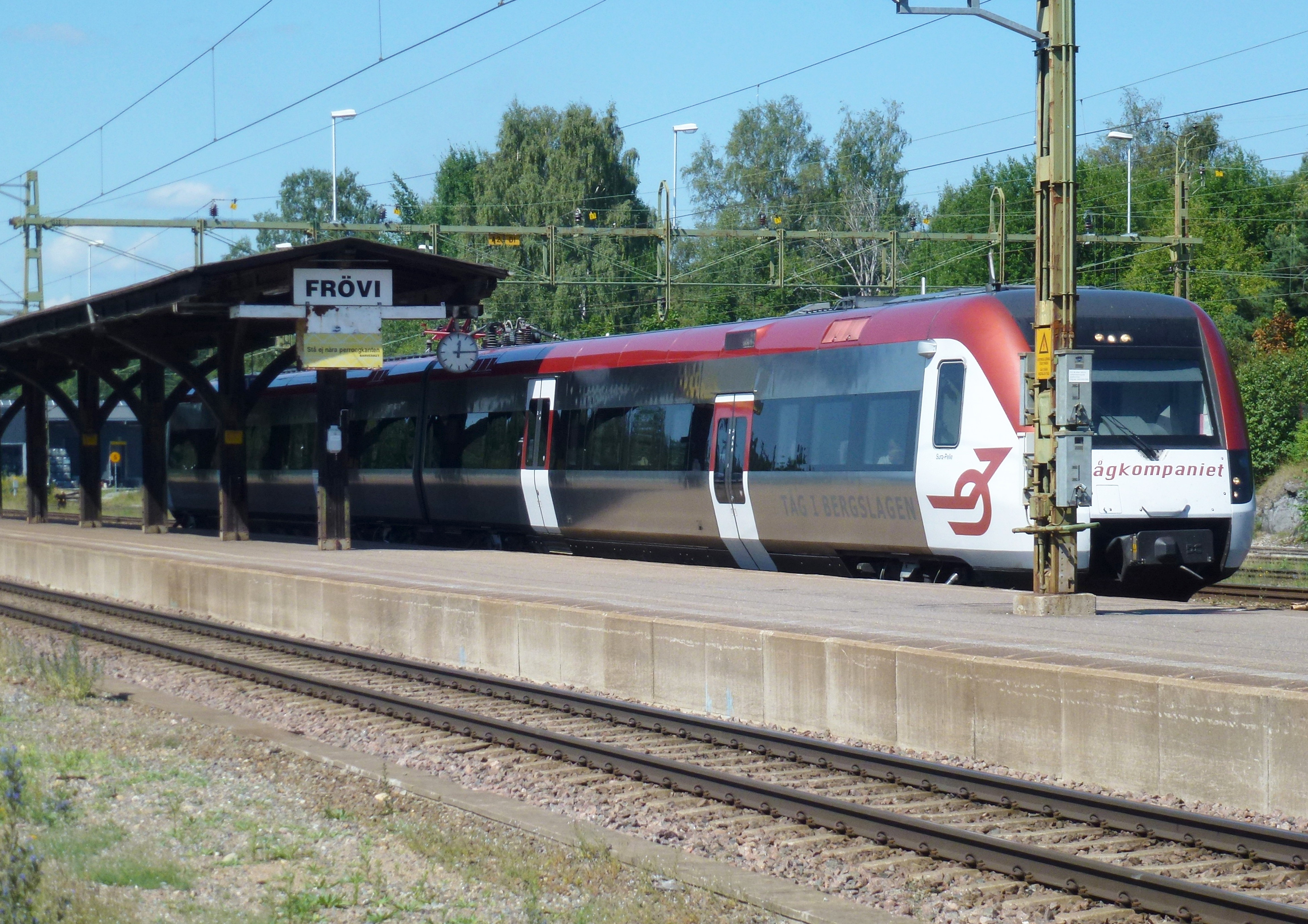
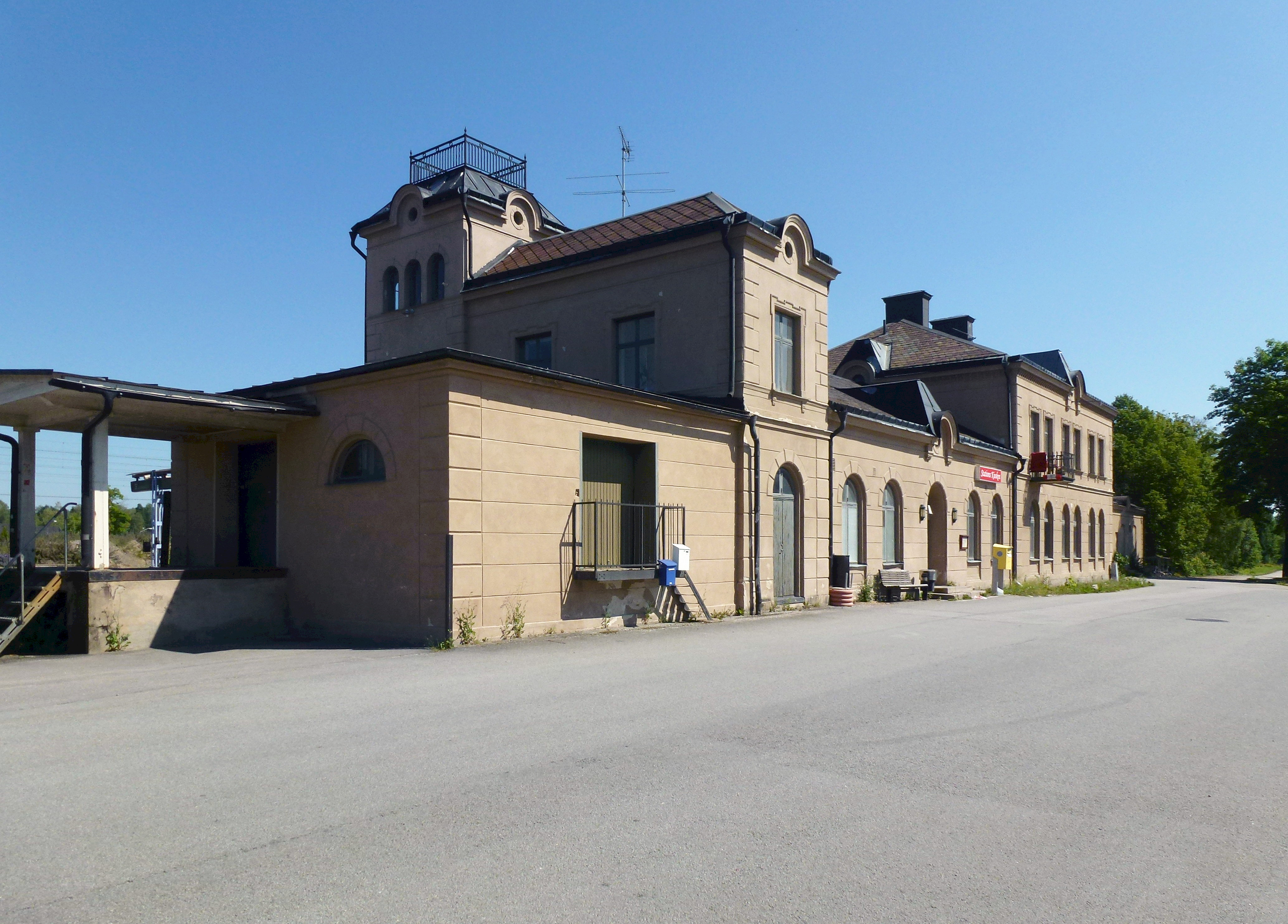
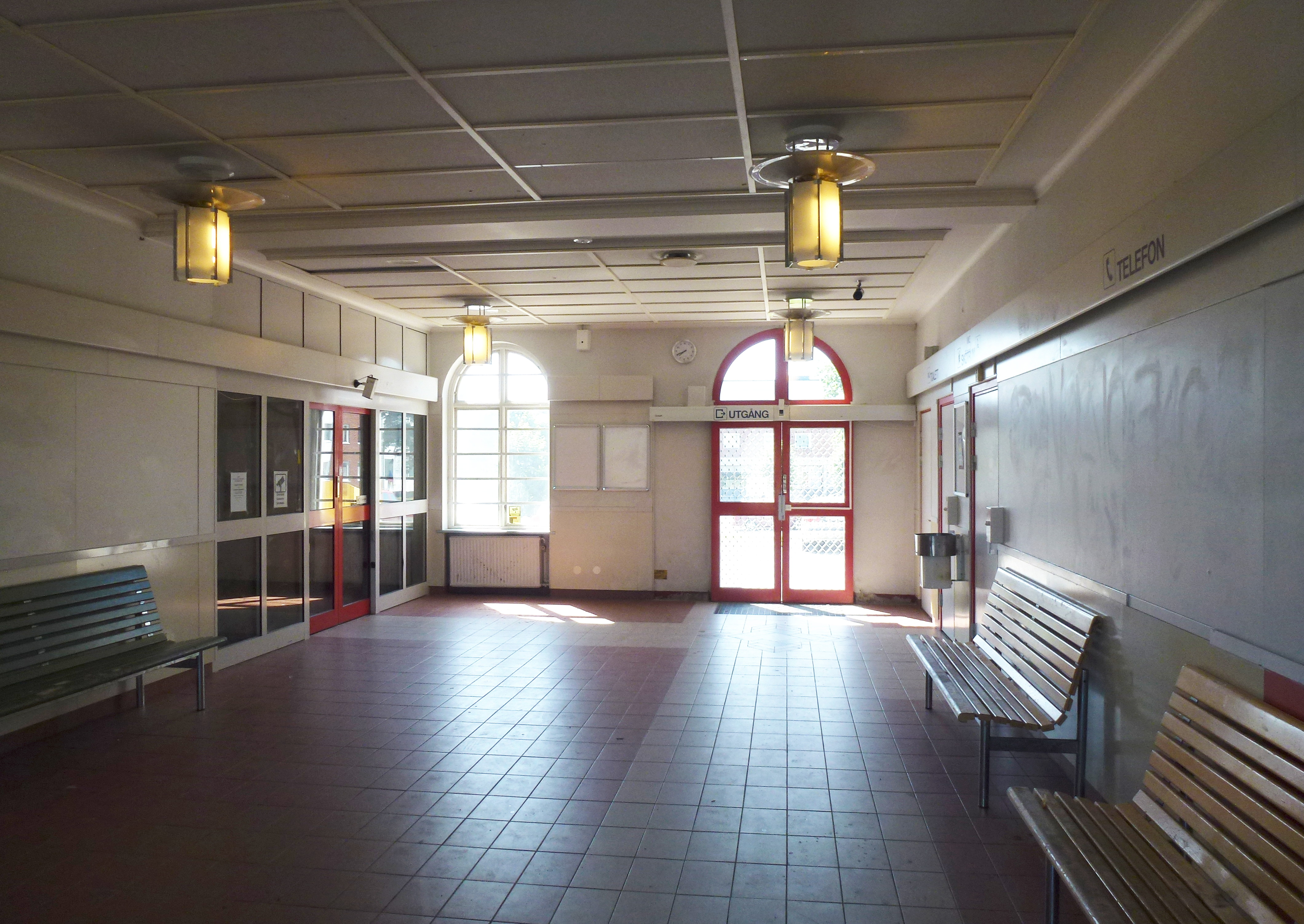
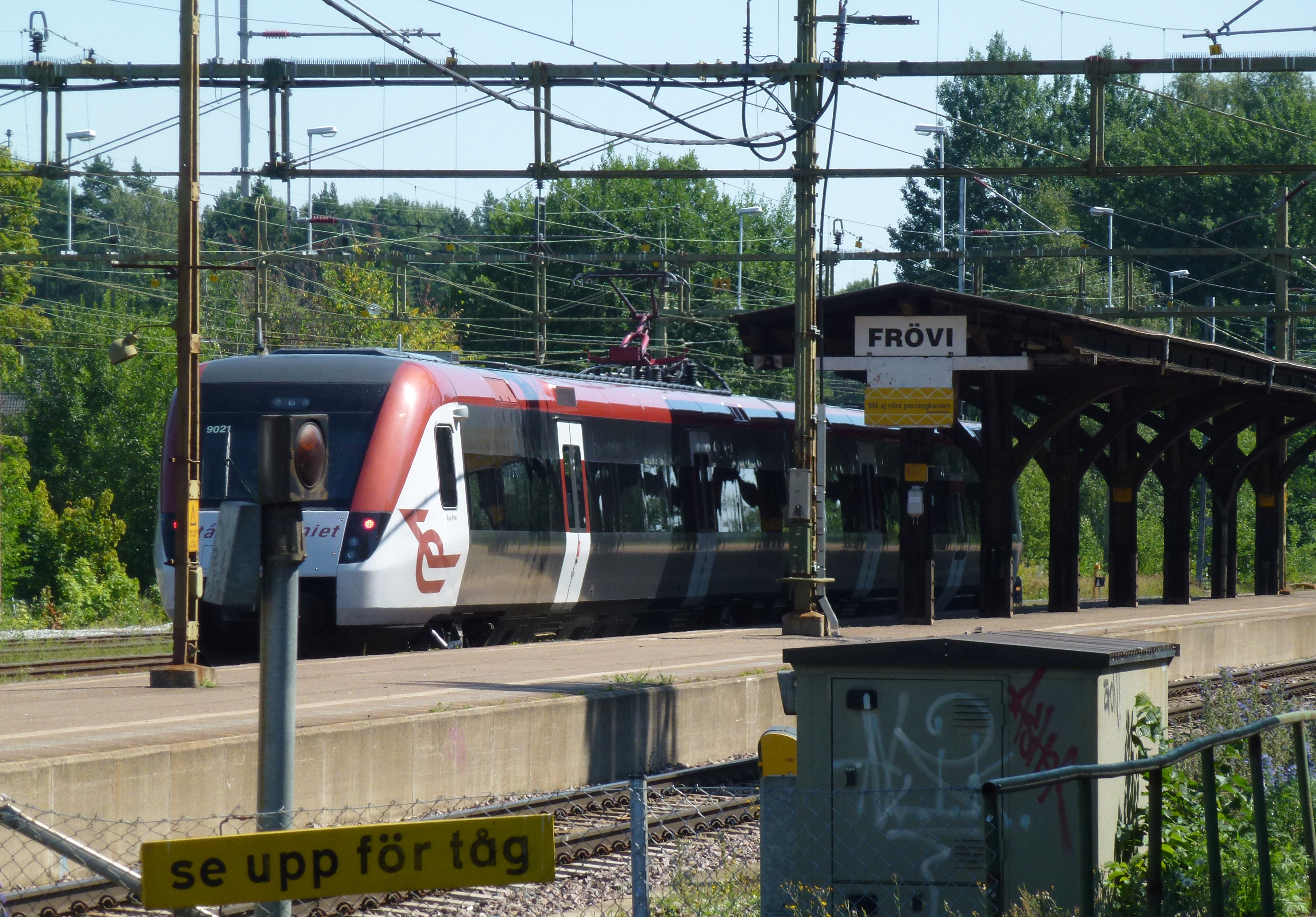